# صناعة الحاسوب

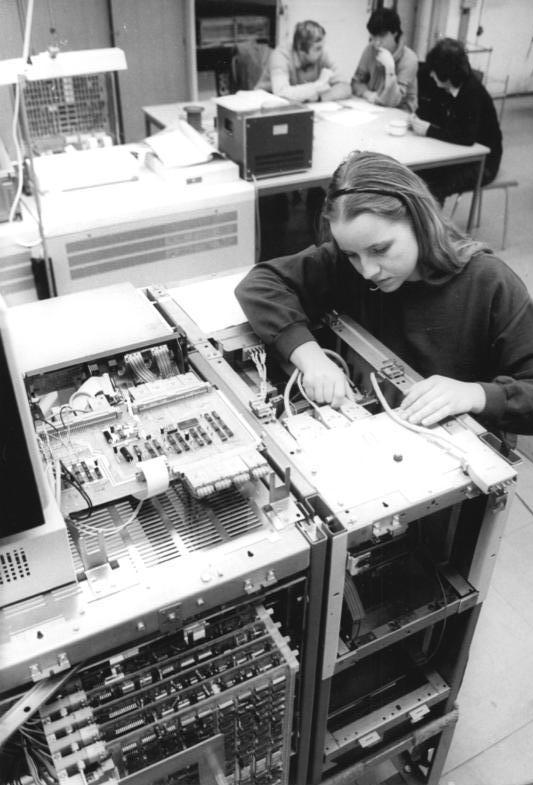

صناعة الحاسوب هي مصطلح شامل، يستخدم لوصف مجموعة كاملة من الأعمال التي تشارك في وضع وتطوير برامج الحاسوب، وتصميم أجهزة الحاسوب والبنى التحتية لشبكات الحاسوب، وتصنيع مكونات الحاسوب وتوفير خدمات تقنية المعلومات.